# Thailand Amateur League
Die Thailand Amateur League (Thai: ไทยแลนด์ อเมเจอร์ลีก), allgemein als TA bezeichnet, war bis 2021 die fünfte Liga in Thailand. Nachdem man wegen der COVID-19-Pandemie die dritte Liga und vierte Liga 2021 zusammengeführt hat, ist die TA seit 2022 die vierte Liga des Landes. Nach einer weiteren Reform im Jahr 2022 ist die Liga wieder die fünfte Liga des Landes. Die vierte Liga ist die halbprofessionelle Thailand Semi-Pro League.

## Sieger seit 2017

### Saison 2017
Teilnehmende Mannschaften: 119
| 5. Liga                     | 5. Liga                  |
| Region                      | Sieger                   |
| --------------------------- | ------------------------ |
| Northern Region             | Nakhon Mae Sot United FC |
| North/Eastern Region        | Surin Khong Chee Mool FC |
| Eastern Region              | Isan Pattaya             |
| Central Region              | Chainat United FC        |
| Bangkok Metropolitan Region | Air Force Robinson FC    |
| Southern Region             | Hatyai City FC           |

### Saison 2018
Teilnehmende Mannschaften: 168
| 5. Liga                     | 5. Liga                 |
| Region                      | Sieger                  |
| --------------------------- | ----------------------- |
| Northern Region             | Maejo United FC         |
| North Eastern Region        | Khon Kaen Mordindang FC |
| Eastern Region              | Koh Kwang FC            |
| Western Region              | Saraburi United FC      |
| Bangkok Metropolitan Region | Thonburi University FC  |
| Southern Region             | Muangkhon WU FC         |

### Saison 2019
Teilnehmende Mannschaften: 230
| 5. Liga                     | 5. Liga                 |
| Region                      | Sieger                  |
| --------------------------- | ----------------------- |
| Northern Region             | SA Phitsanulok          |
| North Eastern Region        | UD Nonghan FC           |
| Eastern Region              | ACDC FC                 |
| Western Region              | Kanjanapat FC           |
| Bangkok Metropolitan Region | Royal Thai Air Force FC |
| Southern Region             | Songkhla FC             |

### Saison 2022
Teilnehmende Mannschaften: 253
| 4. Liga                     | 4. Liga               | 4. Liga                                |
| Region                      | Sieger                | 2. Platz und Aufsteiger                |
| --------------------------- | --------------------- | -------------------------------------- |
| Northern Region             | Kongkrailas United FC | Rongsee Maechaithanachotiwat Phayao FC |
| North/Eastern Region        | Rasisalai United FC   |                                        |
| Eastern Region              | Fleet FC              |                                        |
| Western Region              | Kanchanaburi City FC  | Lopburi City FC                        |
| Bangkok Metropolitan Region | Samut Sakhon City FC  |                                        |
| Southern Region             | Muangtrang United FC  | Wiang Sa City FC                       |

### Saison 2023
Teilnehmende Mannschaften: 138
| 5. Liga                     | 5. Liga             | 5. Liga                 |
| Region                      | Sieger              | 2. Platz und Aufsteiger |
| --------------------------- | ------------------- | ----------------------- |
| Northern Region             | Chattrakan City FC  |                         |
| North/Eastern Region        | Roi Et PB United FC |                         |
| Eastern Region              | Royal Thai Fleet FC |                         |
| Western Region              | Koksamrong FC       |                         |
| Bangkok Metropolitan Region | Romklao United FC   |                         |
| Southern Region             | Satun United FC     |                         |